# Константиновка (Ровнянская сельская община)
Константиновка (укр. Костянтинівка) — посёлок в Ровнянской сельской общине Новоукраинского района Кировоградской области Украины. Население по переписи 2001 года составляло 133 человека.